# Blauwsel

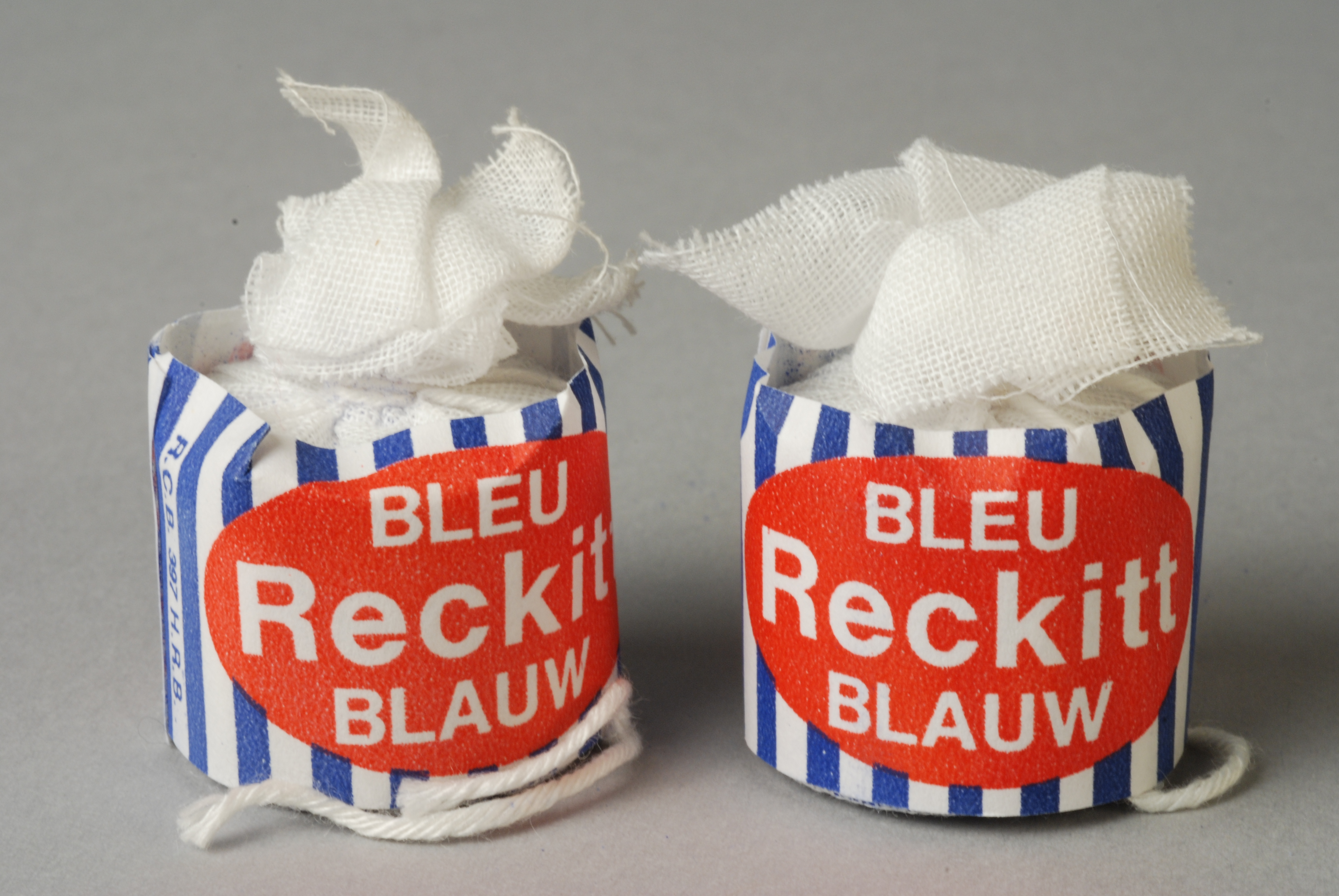

Blauwsel is een witmaker voor textiel. Dit had een blauwige kleur waarmee het de gelige kleur van niet geheel wit wasgoed compenseerde.

## Geschiedenis
Blauwselfabrieken bestonden al in de 17e eeuw. De grondstof was het kobalthoudende smalt dat vooral in Saksen werd bereid. Dit werd in Nederland in blauwselmolens vermalen tot poeder en was dan voor het gebruik gereed. Deze blauwselmolens konden zowel windmolen, watermolens als rosmolens zijn. Deze kleurstof werd overigens ook in verfstoffen toegepast.
De blauwselfabrieken gebruikten zware metalen en waren bijzonder milieuonvriendelijk, ze stonken en vervuilden het water. Toch waren ze vaak binnen de stadswallen gevestigd.
In 1826 werd de vervaardiging van synthetisch ultramarijn, het ultramarijnblauw, ontdekt. Het ultramarijnblauw wordt vervaardigd uit kaolien, soda, zwavel, en pek of houtskool. Dit wordt gestookt, waarbij een groene verfstof ontstaat. Bij afkoeling oxideert deze tot ultramarijnblauw.
Nu kon men het blauwsel goedkoop en in grote hoeveelheden vervaardigen. Aldus kon het in de handel komen als witmaker. Dit geschiedde omstreeks 1850 en vormde een alternatief voor of een aanvulling op het bleken van het linnen. Het blauwsel werd toegevoegd aan het spoelwater. Erg bekend was Reckitt's Blauw, ook wel 'zakje blauw' of 'poppetje blauw' genoemd. Het werd tot ver na de Tweede Wereldoorlog voor de witte gezinswas gebruikt. Later werd het blauwsel aan de geleidelijk op de markt verschijnende moderne wasmiddelen toegevoegd.
Blauwsel werd ook in de industrie gebruikt als kleurstof, bijvoorbeeld om schrijfpapier lichtblauw te kleuren en als witmaker in de suikerindustrie. Het blauwsel is in wasmiddelen geleidelijk aan vervangen door andere witmakende stoffen.
Producten die door de blauwselmolens geleverd werden, waren: bergblauw, ultramarijn, lakmoes, toernesol, cadbear en potasch. In 1877 ziet men in de registers ook de naam kogeltje-blauw opduiken.

## Blauwselfabrieken

### België
In de plaats Sint-Amandsberg bij Gent was vanaf 1906 de fabriek N.V. Bleu-d'Outremer gevestigd. Ze produceerde vanaf ca. 1905 blauwsel en ultramarijn. Deze ‘blauwmaker’ kwam als derde qua kwaliteit op de wereldranglijst voor het aanmaken van dit quasi enige niet giftige en meest milieuvriendelijke onder de blauwpigmenten. De activiteiten duurden tot in het laatste kwart van de 20e eeuw.

### Nederland
In de Zaanstreek stonden meerdere blauwselmolens. Uit deze nijverheid zijn enkele verf- en blauwselfabrieken voortgekomen.
In Bloemendaal bevond zich de blauwselfabriek Blauwsellust, die bestaan heeft van 1632 tot 1842.
In 1915 waren er nog zeven blauwselfabrieken in Nederland, en wel:
- Dooremans & Zn. te Dordrecht
- Duura & van Versteeven te Rotterdam
- fa. L.J.M. Krul te Rotterdam
- Fabrique de bleu d'Outremer Guimet te Sas van Gent
- N.V. Societeit der Blauwselfabriek v/h C. & W.N. Avis te Westzaan
- Nunninga, Dillewijn& Co., te Westzaan
- fa. Jan Dekker, te Wormerveer